# Luan Garcia Teixeira
Luan Garcia Teixeira (Vitória, 10 mei 1993) – alias Luan – is een Braziliaans voetballer die doorgaans speelt als centrale verdediger. In juli 2024 verruilde hij Palmeiras voor Deportivo Toluca. Luan maakte in 2017 zijn debuut in het Braziliaans voetbalelftal.

## Clubcarrière
Luan werd als kind opgenomen in de jeugdopleiding van Vasco da Gama. Hier werd hij in 2012 op negentienjarige leeftijd toegevoegd aan de eerste selectie. Zijn debuut maakte hij op 5 september van dat jaar, toen er met 1–1 gelijkgespeeld werd op bezoek bij Náutico. Zijn eerste doelpunt voor de Braziliaanse club maakte Luan vierentwintig dagen later. Op die dag werd er in eigen huis met 3–1 gewonnen van Figueirense en de verdediger scoorde de 1–1, tien minuten voor tijd. Luan maakte in 2017 de overstap naar Palmeiras. Bij deze club zou hij zeven seizoenen spelen, voor hij overgenomen werd door Deportivo Toluca en voor het eerst buiten Brazilië ging spelen.

## Interlandcarrière
Luan maakte zijn debuut in het Braziliaans voetbalelftal op 26 januari 2017, toen met 1–0 gewonnen werd van Colombia door een doelpunt van Dudu. Luan moest van bondscoach Tite op de reservebank beginnen en hij viel achttien minuten na de rust in voor Diego Souza. De andere debutanten dit duel waren Weverton (Atlético Paranaense), Pedro Geromel (Grêmio), Fagner, Rodriguinho (beiden Corinthians), Willian Arão (Flamengo), Jorge Moraes (AS Monaco), Gustavo Scarpa (Fluminense) en Camilo (Botafogo).
| Interlands van Luan voor Brazilië | Interlands van Luan voor Brazilië | Interlands van Luan voor Brazilië | Interlands van Luan voor Brazilië | Interlands van Luan voor Brazilië | Interlands van Luan voor Brazilië | Interlands van Luan voor Brazilië |
| №                                 | Datum                             | Wedstrijd                         | Uitslag                           | Competitie                        | Goals                             |                                   |
| Als speler bij Vasco da Gama      | Als speler bij Vasco da Gama      | Als speler bij Vasco da Gama      | Als speler bij Vasco da Gama      | Als speler bij Vasco da Gama      | Als speler bij Vasco da Gama      | Als speler bij Vasco da Gama      |
| --------------------------------- | --------------------------------- | --------------------------------- | --------------------------------- | --------------------------------- | --------------------------------- | --------------------------------- |
| 1                                 | 26 januari 2017                   | Brazilië – Colombia               | 1 – 0                             | Vriendschappelijk                 |                                   |                                   |
| 2                                 | 31 augustus 2017                  | Brazilië – Ecuador                | 2 – 0                             | WK 2018 kwalificatie              |                                   |                                   |

Bijgewerkt op 21 juli 2024.

## Erelijst
| Competitie          |           |            |           |           |
| Competitie          | Aantal    | Jaren      |           |           |
| Palmeiras           | Palmeiras | Palmeiras  | Palmeiras | Palmeiras |
| ------------------- | --------- | ---------- | --------- | --------- |
| Série A             | 1         | 2018       |           |           |
| Campeonato Paulista | 1         | 2020, 2022 |           |           |
| Brazilië            |           |            |           |           |
| Olympische Spelen   | 1         | 2016       |           |           |